# Live at Leeds (álbum de The Rolling Stones)
Live at Leeds es un álbum en directo de The Rolling Stones, lanzado en 2012. Este fue registrado en el Roundhay Park de Leeds el 25 de julio de 1982. El álbum fue lanzado exclusivamente en formato de descarga digital a través de Google Music el 16 de octubre de 2012. Se trata del último concierto de la gira europea de 1982 y también fue la última actuación de la banda en vivo con el cofundador y pianista Ian Stewart.

## Lista de canciones
| N.º | Título                               | Duración |  |
| 1.  | «Under My Thumb»                     | 3:41     |  |
| 2.  | «When The Whip Comes Down»           | 4:13     |  |
| 3.  | «Let's Spend The Night Together»     | 4:14     |  |
| 4.  | «Shattered»                          | 5:00     |  |
| 5.  | «Neighbors»                          | 4:10     |  |
| 6.  | «Black Limousine»                    | 3:41     |  |
| 7.  | «Just My Imagination»                | 9:05     |  |
| 8.  | «Twenty Flight Rock»                 | 1:46     |  |
| 9.  | «Going To A Go-Go»                   | 3:47     |  |
| 10. | «Baby Please Let Me Go»              | 4:25     |  |
| 11. | «Time Is On My Side»                 | 3:43     |  |
| 12. | «Beast Of Burden»                    | 8:55     |  |
| 13. | «You Can't Always Get What You Want» | 11:04    |  |
| 14. | «Band Intros»                        | 1:14     |  |
| 15. | «Little T&A»                         | 3:31     |  |
| 16. | «Angie»                              | 4:41     |  |
| 17. | «Tumbling Dice»                      | 9:05     |  |
| 18. | «She's So Cold»                      | 4:05     |  |
| 19. | «Hang Fire»                          | 2:47     |  |
| 20. | «Miss You»                           | 8:30     |  |
| 21. | «Honky Tonk Women»                   | 3:27     |  |
| 22. | «Brown Sugar»                        | 3:45     |  |
| 23. | «Start Me Up»                        | 5:28     |  |
| 24. | «Jumping Jack Flash»                 | 6:52     |  |
| 25. | «Satisfaction»                       | 7:17     |  |

## Créditos
The Rolling Stones
- Mick Jagger – voz
- Keith Richards – guitarra, voz
- Bill Wyman – bajo
- Ronnie Wood – guitarra
- Charlie Watts – batería

Músicos adicionales
- Ian Stewart – piano
- Chuck Leavell – teclados
- Gene Barge – saxofón
- Bobby Keys – saxofón